# Lijst van rijksmonumenten in Heeg
De plaats Heeg (Heech) telt 15 inschrijvingen in het rijksmonumentenregister. Tevens is Heeg een beschermd dorpsgezicht. Hieronder een overzicht van de monumenten. 
| Object | Oorspronkelijke functie? | Bouwjaar                                                   | Architect                  | Locatie             | Coördinaten?                  | Nr.?   | Afbeelding |
| --- | ------------------------ | ---------------------------------------------------------- | -------------------------- | ------------------- | ----------------------------- | ------ | --- |
| Siet U Selfs | Woonhuis                 | 1782 (aanbouwen jonger)                                    |                            | It Eilân 1          | 52° 58' 5" NB, 5° 36' 25" OL  | 39772  | Meer afbeeldingen |
| Woonhuis met Lodewijk XIV-ingangspartij onder schilddak met overkapte schoorstenen op de nokhoeken                                       | Woonhuis                 | 1737 19e eeuw (hekwerk)                                    | G.J. Nauta (beeldhouwwerk) | Harinxmastrjitte 27 | 52° 58' 5" NB, 5° 36' 16" OL  | 39773  | Meer afbeeldingen |
| Vijf traveeën breed woonhuis met omlijste ingang, zesruitsvensters en geblokte kroonlijst onder schilddak met dakkapel met pilasters     | Woonhuis                 |                                                            |                            | Harinxmastrjitte 14 | 52° 58' 4" NB, 5° 36' 14" OL  | 39775  | Vijf traveeën breed woonhuis met omlijste ingang, zesruitsvensters en geblokte kroonlijst onder schilddak met dakkapel met pilasters |
| Woonhuis met omlijste ingang met versierde deur onder schilddak met nok haaks op de rooilijn en dakkapel en schoorsteen boven voorschild | Woonhuis                 | begin 19e eeuw                                             |                            | Harinxmastrjitte 26 | 52° 58' 4" NB, 5° 36' 17" OL  | 39776  | Meer afbeeldingen |
| Pand met zesruitsvensters onder schilddak met hoekschoorstenen en dakkapel met glasroeden boven de ingang (vormt een geheel met nr. 30)  | Woonhuis                 | begin 19e eeuw                                             |                            | Harinxmastrjitte 28 | 52° 58' 5" NB, 5° 36' 18" OL  | 39777  | Meer afbeeldingen |
| Pand met zesruitsvensters onder schilddak met hoekschoorstenen en dakkapel met glasroeden boven de ingang (vormt een geheel met nr. 28)  | Woonhuis                 | begin 19e eeuw                                             |                            | Harinxmastrjitte 30 | 52° 58' 5" NB, 5° 36' 18" OL  | 39778  | Meer afbeeldingen |
| Woonhuis met omlijste ingang en kroonlijst met gesneden consoles en trigliefen onder half schilddak                                      | Woonhuis                 |                                                            |                            | Harinxmastrjitte 32 | 52° 58' 4" NB, 5° 36' 18" OL  | 39779  | Meer afbeeldingen |
| Woonhuis onder schilddak met hoekschoorstenen en met een door de kroonlijst stekende grote houten dakkapel met gegolfde lijst            | Woonhuis                 | ca. 1820                                                   |                            | De Syl 2            | 52° 58' 7" NB, 5° 36' 22" OL  | 39780  | Meer afbeeldingen |
| Voorm. zeilmakerij met woning met op gietijzeren kolommen uitgebouwde dakkapel                                                           | Woonhuis                 | 1781 (zeilmakerij) ca. 1820 (woonhuis)                     |                            | De Syl 10           | 52° 58' 6" NB, 5° 36' 22" OL  | 39781  | Meer afbeeldingen |
| Oorspr. uit twee huizen bestaand pand onder twee zadeldaken tegen gepleisterde puntgevels waarvan de rechter met aanzetkrullen           | Woonhuis                 | 1794 (huidige vorm)                                        |                            | De Syl 12           | 52° 58' 6" NB, 5° 36' 22" OL  | 39782  | Meer afbeeldingen |
| Woning met zes- en tienruitsvensters onder zadeldak tussen puntgevels met sier- en jaartalankers en topanker                             | Woonhuis                 | 1699                                                       |                            | De Skatting 81      | 52° 58' 7" NB, 5° 36' 24" OL  | 39783  | Meer afbeeldingen |
| Pandje onder zadeldak tegen puntgevel met vlechtingen aan de voorzijde                                                                   | Woonhuis                 | 1769                                                       |                            | Tsjerkebuorren 15   | 52° 58' 6" NB, 5° 36' 13" OL  | 39785  | Meer afbeeldingen |
| Haghakerk Hervormde kerk en kerkhof | Kerk en kerkonderdeel    | 1745 (onderbouw toren) 1797 (rest toren) 1840 (herb. kerk) |                            | Tsjerkebuorren 2    | 52° 58' 5" NB, 5° 36' 12" OL  | 39786  | Meer afbeeldingen |
| Woonhuis onder schilddak met hoekschoorstenen en met een door de kroonlijst stekende grote houten dakkapel met gegolfde lijst            | Woonhuis                 | ca. 1820                                                   |                            | De Syl 4            | 52° 58' 7" NB, 5° 36' 22" OL  | 47042  | Meer afbeeldingen |
| Rom Sicht | Woonhuis                 | 1904                                                       | W.Z. de Jong               | De Skatting 18      | 52° 58' 21" NB, 5° 36' 18" OL | 515184 | Meer afbeeldingen |